# Ectopoglossus isthminus
Ectopoglossus isthminus es una especie de anfibio anuro de la familia Dendrobatidae. Esta rana es endémica de las montañas de Chagres en Panamá entre los 150 y los 810 metros de altitud. Habita junto a arroyos en zonas de bosques. Se encuentra en peligro de extinción principalmente a causa de la quitridiomicosis. La localidad tipo es un arroyo forestal en las cabeceras de río Piedras, Cerro Brewster, provincia de Panamá (9 ° 19 ′ 17 N, 79 ° 17 ′ 10 W) a 810 m sobre el nivel del mar. 

## Publicación original
- Myers, Ibáñez, Grant & Jaramillo, 2012: Discovery of the frog genus Anomaloglossus in Panama, with descriptions of two new species from the Chagres Highlands (Dendrobatoidea: Aromobatidae). American Museum Novitates, n.º 3763, p. 1-19.